# فؤاد سالاييف
فؤاد ممادامين أوغلو سالاليف (بالأذرية: Fuad Salayev) - نحات أذربيجاني، بروفسور، وحاصل على لقب فنان الشعب في جمهورية أذربيجان الاشتراكية السوفيتية (2002)، وشغل منصب نائب عميد أكاديمية أذربيجان الحكومية للفنون، الأكاديمي الفخري في الأكاديمية الروسية للفنون (2009). 

## حياته ومشواره المهنية
ولد فؤاد سالاليف في عام 1943 في مدينة باكو. وتلقى فؤاد سالاييف تعليمه أولاً في المدرسة العليا للفنون في أذربيجان إسمه عزيم عزيمزاده ولاحقا في مدرسة الفنون الحكومية إسمه سوريكوف. 
وشارك فؤاد سالاليف في الندوات الدولية عن النحت في ألمانيا ويوغوسلافيا، فضلا عن معارض في البلد وفي الخارج.
تخزن أعماله في متاحف ومجموعات وصالات عرض ومجموعات خاصة في الولايات المتحدة وروسيا وكندا وانكلترا وفرنسا وإيطاليا وألمانيا والنمسا وتركيا واليابان. يعمل في الغالب بالبرونز، ولكنه يستخدم أيضا مواد أخرى.
حصل فؤاد سالاليف على لقب النحات الأذربيجاني، والبروفسور، وحصل كذلك على لقب فنان الشعب في جمهورية أذربيجان الاشتراكية السوفيتية وعلى الاسم الفخري للأكاديمية الروسية للفنون.
في 21 سبتمبر لعام 2013 ، منح فؤاد سالاليف وسام "شهرة" بأمر من رئيس جمهورية أذربيجان إلهام علييف لخدماتهِِ في تطوير فن النحت في جمهورية أذربيجان للجمهورية.

## وسام
- وسام «شهرة» 2013